# Heinz Hohlfeld

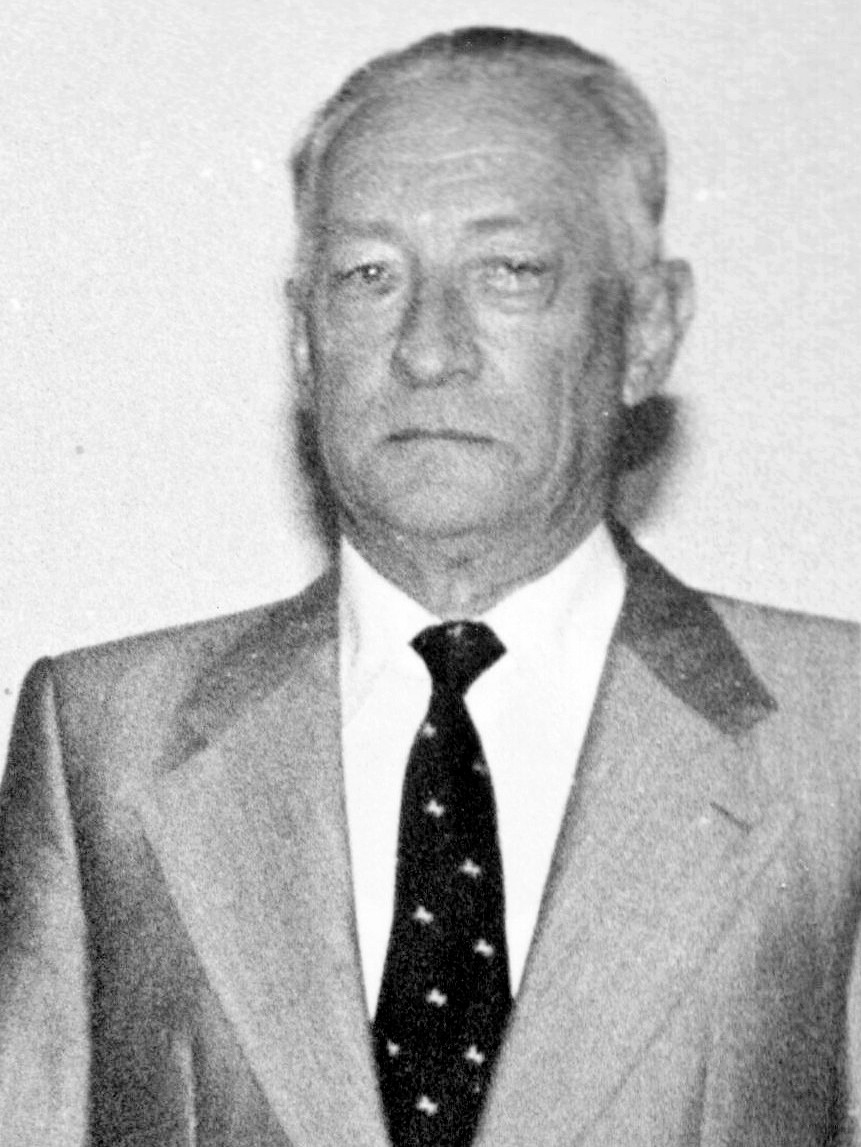
Heinz Hohlfeld

Heinz Hohlfeld (* 31. Dezember 1923 in Kolovere-Kalju; † 16. August 1989 in Hannover) war ein deutscher Schachspieler und -funktionär.

## Schachspieler
Hohlfeld gehörte zunächst dem Lüneburger SK an, wechselte aber 1952 zum Hannoverschen SK, dem er bis zu seinem Tod treu blieb. Er spielte bis Anfang der 1980er Jahre in der ersten Mannschaft des Hannoverschen SK und wurde mit der Mannschaft 1959 Deutscher Mannschaftsmeister. Hohlfeld gehörte jahrelang zu den stärksten Spielern Niedersachsens und wurde 1957 und 1965 niedersächsischer Meister.

## Funktionär

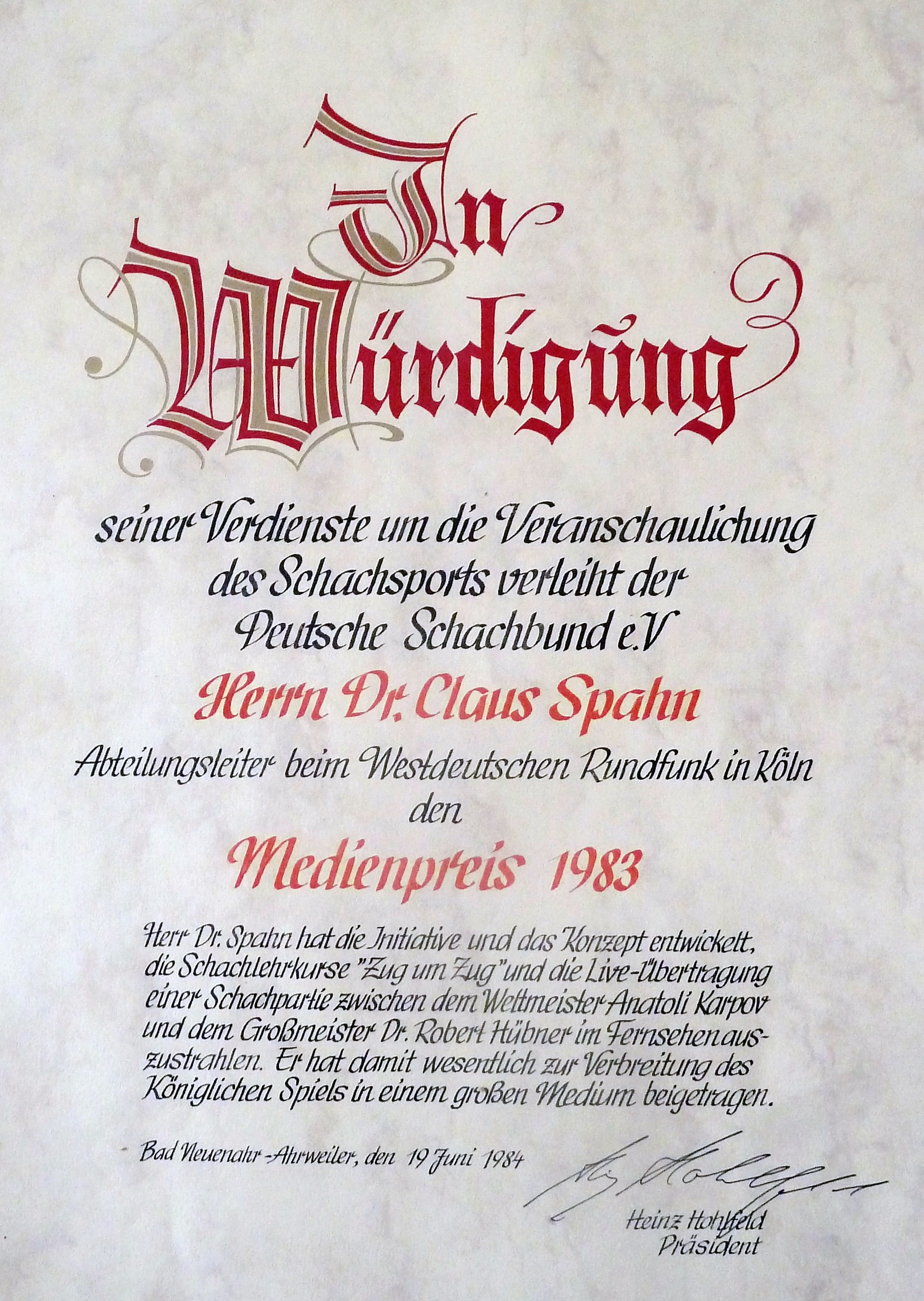
Urkunde Medienpreis 1983 für Claus Spahn, unterschrieben von Heinz Hohlfeld

Nachdem Hohlfeld zunächst auf Vereinsebene aktiv gewesen war, war er von 1958 bis 1963 sowie von 1966 bis 1972 Vorsitzender des Niedersächsischen Schachverbandes. Von 1971 bis 1983 war Hohlfeld Vizepräsident des Deutschen Schachbundes, ehe er die Nachfolge Alfred Kinzels als Präsident des Deutschen Schachbundes antrat. Im Mai 1989 verzichtete er aus gesundheitlichen Gründen auf eine Wiederwahl, sein Nachfolger wurde Egon Ditt. Für seine langjährige ehrenamtliche Tätigkeit wurde Hohlfeld zum Ehrenmitglied des Hannoverschen Schachklubs sowie des Niedersächsischen Schachverbandes ernannt. 1987 wurde ihm vom Deutschen Schachbund die Goldene Ehrennadel verliehen. Kurz vor seinem Tod wurde er 1989 zum Ehrenpräsidenten des Deutschen Schachbundes gewählt.